# Marc Dutroux
Marc Dutroux, född 6 november 1956 i Ixelles, är en belgisk seriemördare som under åren 1995–1996 genomförde ett flertal kidnappningar och mord samt torterade och sexuellt utnyttjade ett flertal flickor mellan åtta och nitton års ålder.
Dutroux kidnappade sina offer och låste sedan in dem i ett lönnrum i sin källare där han tillsammans med minst tre eller fyra medbrottslingar, däribland sin fru, misshandlade, våldtog och slutligen dödade dem antingen genom att låta dem svälta ihjäl eller genom att slå ihjäl dem.

## Uppväxt och livet före kidnappningarna
Marc Dutroux föddes den 6 november 1956 i staden Ixelles i närheten av Bryssel som det äldsta av fem barn. Båda föräldrarna var lärare och emigrerade till Kongo-Kinshasa när han endast var ett par månader gammal, men återvände till Belgien 1960. 1971 skilde sig föräldrarna och Marc hamnade i en depression. Han började att arbeta som prostituerad med enbart män som kunder och började med droghandel, eget missbruk, smuggling och liknande. Vid 19 års ålder gifte han sig men äktenskapet blev olyckligt och resulterade i skilsmässa 1983 då Dutroux satt i fängelse. Äktenskapet gav två barn. I fängelset träffade han sin andra fru och framtida medbrottsling Michelle Martin. I fängelset började Dutroux utbilda sig till elektriker och försökte efter att ha avtjänat sitt straff försörja sig som detta, men på grund av sitt kriminella förflutna fick han inget jobb och han återföll tillsammans med sin nya fru snart i kriminalitet; främst handlade det om relativt små brott som stöld och langning av droger.
1986 greps Dutroux och hans fru Michelle misstänkta för att ha kidnappat och våldtagit fem unga flickor. Dutroux, som ansågs ha varit den dominerande parten i brotten, dömdes till tretton och ett halvt års fängelse, men släpptes villkorligt 1992 för gott uppförande. I samband med sin frigivning lyckades han övertyga en psykiatriker att han inte var kapabel att arbeta och fick därför socialbidrag från den belgiska staten, något som han nu kunde försörja sig på. Han fick också tillgång till stora mängder sömntabletter och andra typer av lugnande medicin. Detta skulle han senare använda sig av när han kidnappade sina offer. 
Efter att ha blivit frigiven flyttade han med sin nya familj till staden Charleroi som vid den här tiden var ökänd för sin höga arbetslöshet och kriminalitet. Här fortsatte han sin kriminella bana som handlade om allt ifrån att sälja stulna bilar och annat stöldgods till att smuggla droger och snart skulle han komma att tjäna stora pengar på sin kriminella verksamhet. Vid den här tiden inredde han tillsammans med ett antal medbrottslingar ett lönnrum i ett av sina hus. Enligt Dutroux var den ursprungliga tanken med rummet att förvara smuggelgods. Dutroux erkände senare i förhör att han ända sedan de tidiga tonåren hade haft väldigt våldsamma och perversa sexuella fantasier som innefattade sex med barn. Han hade aldrig vågat förverkliga sina fantasier tidigare. De första försöken med de fem unga flickorna hade misslyckats.

## Kidnappningar, tortyr och mord
- Den 24 juni 1995 försvann Julie Lejeune och Mélissa Russo, båda 8 år gamla, spårlöst i närheten av sina hem i Grâce-Hollogne i norra Belgien. Dutroux kom att under minst ett halvår framöver regelbundet våldta dem och göra flera hemmagjorda pornografiska filmer med sig själv och de båda flickorna.
- Den 22 augusti 1995 kidnappade Dutroux (troligen tillsammans med medbrottslingen Michel Lelièvre som Dutroux betalade med droger) 17-åriga An Marchal och 19-åriga Eefje Lambrecks på järnvägsstationen i staden Ostende. Eftersom lönnrummet i källaren redan var upptaget kedjade Dutroux fast dem i väggen i ett av rummen i sitt hus och drogade och våldtog dem flera gånger; hans fru kände till vad som pågick. Efter ett par veckor dödade han flickorna och begravde dem i sin trädgård. Enligt en teori i utredningen skulle han ha begravt dem levande, men detta har inte gått att bevisa.
- I december 1995 greps Dutroux misstänkt för att ha stulit flera lyxbilar. Han satt häktad till den 20 mars 1996 då han släpptes i brist på bevis. Under Dutroux tid i häktet svalt Julie Lejeune och Mélissa Russo ihjäl i lönnrummet i källaren.
- 12-åriga Sabine Dardenne kidnappades den 28 maj 1996 när hon var på väg till skolan. Efter att ha suttit fängslad och blivit misshandlad och våldtagen i 80 dagar frågar Dutroux henne om hon vill ha en vän att leka med. Hon säger ja men tror att han tänker låta hennes vänner komma och hälsa på henne. Istället tänker han kidnappa en flicka till.
- Dutroux och medhjälparen Lelièvre kidnappade 14-åriga Laetitia Delhez den 9 augusti 1996 när hon var på väg hem från en simhall.

## Gripande
När polisen i Charleroi utredde Laetitia Delhez försvinnande uppgav ett vittne att denne sade sig ha sett kidnapparnas bil som flickan fördes bort i. Dessutom kom vittnet också ihåg delar av bilens registreringsnummer. Inom kort hade polisen bundit Dutroux bil till försvinnandet (eftersom det var hans bil som användes vid kidnappningen). Den 13 augusti greps Dutroux och hans fru samt medhjälparen Lelièvre. Samma dag genomförde polisen en husrannsakan i Dutroux hus men hittade inget. Efter två dagars förhör erkände Lelièvre och Dutroux brott. Därefter genomförde polisen en ny razzia i Dutroux hus. Denna gång visste polisen var de skulle leta. Sabine Dardenne och Laetitia Delhez hittades vid liv i källaren. Polisen hittade också kropparna efter Julie Lejeune, Mélissa Russo, An Marchal och Eefje Lambrecks. Kvarlevorna efter Bernhard Weinstein, en före detta medhjälpare som Dutroux troligen också mördat, påträffades också i huset.

## Utredning och rättegång
Fallet blev ett av de mest uppmärksammade i Belgiens historia och utredningen kom att innefatta ett hundratal poliser och andra experter av olika slag. Under utredningen av fallen kom spekulationer om att Marc Dutroux var en del av, och skyddades av, ett nätverk av högt uppsatta pedofiler och satanister att spridas. Ryktena eldades på av Dutroux själv som under polisförhör sade att en lång rad affärsmän, ministrar i den belgiska regeringen, ledamöter i parlamentet, lokalpolitiker och högt uppsatta poliser var en del av ett pedofilnätverk. Misstankarna om nätverkets existens förstärktes i allmänhetens och pressens ögon sedan det i utredningen mot Dutroux framkommit att polisen vid ett flertal tillfällen missat viktiga indicier om vad han sysslade med, trots att Dutroux var en registrerad sexbrottsling sedan länge och trots att två av kidnappningarna skedde i samma stad som Dutroux bodde i var det ingen som misstänkte honom, förrän han kunde bindas till Laetitia Delhez försvinnande.
1998 rymde Marc Dutroux vilket ledde till en omorganisation av den belgiska polisstyrkan.
Den 1 mars 2004 inleddes slutligen rättegången mot Dutroux och hans tre medbrottslingar, varav en var hans hustru. Både Sabine Dardenne och Laetitia Delhez vittnade mot de anklagade under rättegången. Förundersökningen var den mest omfattande i belgisk historia. Den 22 juni samma år dömdes Dutroux till livstids fängelse.

## Kända offer
- Julie Lejeune (född 1986, död 1995/1996)
- Mélissa Russo (född 1986, död 1995/1996)
- An Marchal (född 1977, död 1995)
- Eefje Lambrecks (född 1976, död 1995)
- Sabine Dardenne (född 1983, överlevde)
- Laetitia Delhez (född 1981, överlevde)